# Kasson (Minnesota)
Kasson è una città degli Stati Uniti d'America, situata in Minnesota, nella Contea di Dodge.